# Tony Danda
Tony Danda – amerykański zapaśnik. Brązowy medalista mistrzostw panamerykańskich w 2003 roku.